# Миранда, Мигель (футболист)
Мигель Эдуардо Миранда Кампос (исп. Miguel Eduardo Miranda Campos; 13 августа 1966, Лима — 6 марта 2021) — перуанский футболист, выступавший на позиции вратаря.

## Карьера

### Клубная
Миранда начал свою клубную карьеру в 1984 году, подписав контракт с перуанской командой «Спортинг Кристал». Проведя на поле всего две игры за три сезона, он перешел на год в другой клуб из Перу «Кахамарка», после чего вновь вернулся в «Спортинг Кристал». Здесь он провёл несколько успешных сезонов и завоевал с командой победу в национальном чемпионате дважды.
Далее он в течение ряда лет сменил несколько перуанских команд и в итоге перешёл в 1998 году в китайский футбольный клуб «Шэньян Хайши».
Профессиональную клубную карьеру Миранда завершил в клубе «Эстудиантес де Медисина» из города Ика.

### Сборная
26 мая 1993 года он впервые выступил в составе сборной Перу в матче против команды США. Матч завершился ничьей со счётом 0-0.
Он был в составе сборной команды Перу на четырёх Кубках Америки. В 2001 году Миранда провёл последний матч в составе национальной команды против команды Боливии, проведя в общей сложности 47 игр за сборную.

## Достижения
«Спортинг Кристал»
- Чемпионат Перу: 1988, 1991, 2002